# Midvale (Utah)
Midvale es una ciudad del condado de Salt Lake, estado de Utah, Estados Unidos. Según el censo de 2020 la población era de 36 028 habitantes.

## Geografía
Midvale se encuentra en las coordenadas 40°36′50″N 111°53′18″O / 40.61389, -111.88833.
Según la oficina del censo de Estados Unidos, la ciudad tiene una superficie total de 15,1 km². No tiene superficie cubierta de agua.

## Historia de Midvale
Justo como las tribus errantes de nativos como los Utes que habían llegado mucho antes, los pioneros se dieron cuenta de la riqueza de la tierra. Por eso se quedaron, estableciendo molinas, como la de los Gardner, cerca del Río Jordán, y trabajando la tierra, modificando el aspecto de esa parte del valle del Lago Salado.
Así empezó la ciudad de Midvale (que quiere decir "el medio del valle"). Al este de la ciudad, cerca de la fortaleza de Union, se establecieron muchos campos. Hacia el centro de la ciudad, se fundaron centros comerciales y una fundadora de la empresa United States Smelting, Refining and Mining Company (USSRM). Llegaban los minerales de la mina de Bingham y se establecieron ferrocarriles que se unieron en Midvale, llegando desde Alta (minas de plata diez millas al este en la cima del cañón de Little Cottonwood), de Bingham y Lark, y del sur del estado.
Además mucha gente nueva llegó de prisa para formar sus negocios e industrias: hoteles, pensiones, tavernas, escuelas. Todo centrado en el pequeño corazón de la nueva ciudad, Midvale, que años antes se había llamado "El empalme de Bingham" (Bingham Junction).  
Leemos en inglés en la enciclopedia "Utah History Encyclopedia" que muchos de lo inmigrantes que fundaron Midvale eran eslovenos, eslovacos, y de otros países del sur de Europa: https://web.archive.org/web/20120107233102/http://www.media.utah.edu/UHE/s/SOUTHSLAVS.html
Otros grupos étnicos y culturales que llegaron a Midvale eran los suecos (1900 en adelante), los griegos (después de la Primera Guerra Mundial), e Hispanos (muchos de los cuales se arrimaron al centro de la ciudad de Midvale durante las últimas décadas del siglo XX).